# Satanic Art
| Recensione | Giudizio |
| ---------- | -------- |
| AllMusic   |          |

Satanic Art è un EP del gruppo musicale norvegese Dødheimsgard, pubblicato nel 1998.

## Tracce
1. Oneiroscope – 1:31
2. Traces of Reality – 7:07
3. Symptom – 2:31
4. The Paramount Empire – 3:10
5. Wrapped in Plastic – 1:40

## Formazione
- Aldrahn – voce, chitarra
- Vicotnik – chitarra, programmazione, voce
- Apollyon – batteria
- Carl-Michael Eide - batteria
- Svein Egil Hatlevik - tastiera
- Cerebrus - basso
- Galder - chitarra